# Skandia
Skandia és una empresa asseguradora de Suècia que va iniciar les seves activitats el 1855. L'empresa opera a Europa, Llatinoamèrica, Àsia i Austràlia. Skandia també opera un banc per internet denominat Skandiabanken.
El 2003 la seva delegació d'Amèrica del Nord, American Skandia, va ser adquirida per Prudential Financial. El CEO d'American Skandia, Wade Dokken, es va associar amb Goldman Sachs i va vendre la divisió a Prudential Financial per $1.200 milions.
Skandia és un dels principals operadors mundials en solucions a llarg termini d'estalvis i inversions. La major divisió de Skandia, en termes de negocis i benefici, correspon al Regne Unit, iniciada el 1979. Aquesta divisió té la seu a Southampton (Skandia House).
El 2005 el grup de serveis financers sud-africà/britànic Old Mutual va llançar una oferta per a l'adquisició de Skandia de $6.500 milions, que es va trobar al principi amb la resistència d'alguns dels accionistes, així com de diversos directius i del consell d'administració. El 3 de febrer de 2006, Old Mutual va completar l'adquisició de Skandia, i posteriorment va ser retirada de les borses d'Estocolm i Londres.